# Lecea
Lecea es un despoblado que actualmente forma parte del concejo de Ilarduya, que está situado en el municipio de Aspárrena, en la provincia de Álava, País Vasco (España).

## Localización
Estaba situado al pie de la entrada de La Leze, pintoresco lugar con cueva, situado en las inmediaciones de Ilarduya.

## Historia
En este despoblado estaba situado la ermita de San Pedro de Lecea, lugar donde se celebraban las juntas de la Cofradía de Hijosdalgos de la comarca.